# 후당
후당(後唐, 923년 ~ 936년)은 오대십국 시대 중 오대의 두 번째 왕조로 이국창(李國昌, 본명 주야적심. 돌궐계 사타부 수령)의 손자이며, 진왕(晉王) 이극용(李克用)의 아들 이존욱(李存勗)이 건국한 국가이다.  당나라의 후계자를 자임하여 국호를 당(唐)으로 하였는데, 당나라와 구별하기 위해 후당(後唐)으로 부르고 있다. 수도는 낙양이다.

## 역사
당나라 말기 돌궐 사타족 출신의 이극용이 하동절도사로서 진양에 주둔하여 지금의 산서성 일대에서 일어난 진(晉)나라가 그 전신(前身)이다. 이극용은 당나라 조정으로부터 진왕에 봉해졌으나, 숙적 주전충과의 세력다툼에서 패배했다. 주전충이 당나라를 멸망시키고 후량을 세우자, 이극용은 이를 인정하지 않고 후량과 대대적인 전투를 벌였다.

### 전기
이극용의 사후, 아들 이존욱이 진왕을 계승할 때쯤, 후량에서 내분이 일어나 서서히 진나라가 우세하게 되었다. 힘을 얻은 이존욱은 923년 위주(魏州)에서 황제를 칭하면서 후당을 건국했다(장종). 같은 해 후량을 멸망시키고 중국 북부(화북 지방)의 대부분을 점령하고 낙양에 수도를 정했다.
이후 장종은 전촉을 멸망시키고, 남쪽 여러 나라의 제위를 인정하지 않고, 중국의 재통일을 추진했으나, 서서히 교만해지면서 사치와 향락에 빠져 군대의 신뢰를 잃었다. 926년, 각지에서 반란이 일어나 후당은 큰 혼란에 빠졌다. 장종은 부득이하게 이극용의 양자 이사원에게 명하여 하북의 반란을 토벌하라고 지시했다. 이때 이사원의 양자 이종가와 사위 석경당의 책략 하에 하북의 반군은 이사원을 황제로 옹립하고 오히려 낙양에 쳐들어왔다. 장종은 부하에게 살해당하고 이사원은 반란을 수습하여 스스로 제위에 오른다(명종).

### 후기
명종은 즉위 후 재상 풍도를 등용하여 정치를 바로잡고 열심히 다스렸기에 상당한 치적을 쌓았고, 조정 안팎은 매우 안정되었다. 다만 군인에게 많은 권한이 주어지게 된 것이 불안 요소였다. 치세는 비교적 평온하게 보냈으나, 만년에 이르러 제위를 둘러싼 혼란이 일어났다. 933년, 명종이 병으로 쓰러지자, 진왕(秦王) 이종영이 찬탈을 노리고 명종을 살해하려 병사를 이끌고 궁전에 들어왔으나, 결과적으로 찬탈은 실패하고 이종영은 살해되었다. 명종은 아들이 자신을 살해하려는 사실을 알고 놀라 사망하였고, 대신들은 상의 끝에 송왕(宋王) 이종후가 뒤를 잇게 하였다(민제).
민제가 즉위하고 나서 채용한 삭번(削藩) 정책은 군인들의 불만을 폭발시켜, 명종의 양자 노왕(潞王) 이종가가 반란을 일으켜 군사를 거느리고 수도에 쳐들어와 제위를 빼앗았다. 민제는 부인을 데리고 하북으로 도망쳤으나, 이종가의 병사들에게 살해당했다. 이종가가 제위에 오르니, 그가 말제이다.
말제가 즉위하였지만, 이번엔 그와 함께 명종의 오랜 심복이면서 명종의 사위였던 석경당과 불화가 일어나 석경당이 진양에서 반란을 일으켰다. 말제가 이를 진압하기 위해 태원을 공격하자, 석경당은 북쪽의 거란(요나라)에게 항복하여 원군을 요청하였고, 요 태종 야율덕광(야율요골)이 대군을 이끌고 남하하여 후당군을 격파했다.
석경당은 거란의 힘을 빌려 스스로 제위에 올라 936년 후진을 건국하였다. 937년 1월, 거란과 합세한 석경당의 대군이 낙양을 공격하자, 말제는 스스로 불을 질러 죽었고, 후당은 멸망하였다.
후당의 영토는 지금의 하남성·산동성·산서성·하북성·섬서성 전역 및 감숙성의 일부 지역 등에 이르렀다.

## 역대 황제
| 대수  | 묘호                            | 시호                                             | 휘                                  | 연호                                              | 재위 기간     | 능호           |
| ----- | ------------------------------- | ------------------------------------------------ | ----------------------------------- | ------------------------------------------------- | ------------- | -------------- |
| -     | 당 의조 (唐懿祖) (당 장종 추숭) | 소열황제 (昭烈皇帝)                              | 주야집의(朱邪執宜)                  | -                                                 | -             | 영광릉(永光陵) |
| -     | 당 헌조 (唐獻祖) (당 장종 추숭) | 문경황제 (文景皇帝)                              | 이국창(李國昌) <주야적심(朱邪赤心)> | -                                                 | -             | 장녕릉(長寧陵) |
| -     | 당 태조 (唐太祖) (당 장종 추숭) | 무황제 (武皇帝)                                  | 이극용(李克用)                      | -                                                 | -             | 건극릉(建極陵) |
| 제1대 | 당 장종 (唐莊宗)                | 광성신민효황제 (光聖神閔孝皇帝) <양황제(襄皇帝)> | 이존욱(李存勖)                      | 동광(同光) 923년 ~ 926년                          | 923년 ~ 926년 | 옹릉(雍陵)     |
| -     | 당 혜조 (唐惠祖) (당 명종 추숭) | 효공황제 (孝恭皇帝)                              | 이율(李聿)                          | -                                                 | -             | 수릉(遂陵)     |
| -     | 당 의조 (唐毅祖) (당 명종 추숭) | 효질황제 (孝質皇帝)                              | 이교(李敎)                          | -                                                 | -             | 연릉(衍陵)     |
| -     | 당 열조 (唐烈祖) (당 명종 추숭) | 효정황제 (孝靖皇帝)                              | 이염(李琰)                          | -                                                 | -             | 혁릉(奕陵)     |
| -     | 당 덕조 (唐德祖) (당 명종 추숭) | 효성황제 (孝成皇帝)                              | 이예(李霓)                          | -                                                 | -             | 경릉(慶陵)     |
| 제2대 | 당 명종 (唐明宗)                | 성덕화무흠효황제 (聖德和武欽孝皇帝)              | 이단(李亶) <이사원(李嗣源)>         | 천성(天成) 926년 ~ 930년 장흥(長興) 930년 ~ 933년 | 926년 ~ 933년 | 휘릉(徽陵)     |
| 제3대 | -                               | 민황제 (閔皇帝) <폐황제(廢皇帝)>                 | 이종후(李從厚)                      | 장흥(長興) 933년 ~ 934년 응순(應順) 934년         | 933년 ~ 934년 | -              |
| 제4대 | -                               | 폐황제 (廢皇帝) <말황제(末皇帝)>                 | 이종가(李從珂)                      | 청태(淸泰) 934년 ~ 936년                          | 934년 ~ 936년 | -              |

## 명장, 명신
- 장승업
- 주덕위
- 풍도